# Serbie au Concours Eurovision de la chanson 2010
La Serbie a participé au Concours Eurovision de la chanson 2010.

## Sélection
Radiotelevizija Srbije (RTS) a annoncé 3 chanteurs possibles le 25 février 2010.
| Artiste                            | Chanson            | Televote        | Place |
| ---------------------------------- | ------------------ | --------------- | ----- |
| Emina Jahović                      | "Ti kvariigro"     | 49706 (38,50 %) | 2     |
| Milan Stanković                    | "Ovo je Balkan"    | 58428 (45,26 %) | 1     |
| Oliver Katic feat. Jelena Markovic | "Halo predsedniče" | 20971 (16,24 %) | 3     |